# Tuborg Pilsener SK
Tuborg Pilsener Spor Kulübü (of simpelweg Tuborg Pilsener) was een professionele basketbalvereniging uit İzmir, Turkije. Tuborg speelde zijn thuiswedstrijden in het Izmir Atatürk Sports Hall, dat 6.000 zitplaatsen telt. De clubkleuren zijn sinds oprichting altijd al groen en wit gebleven.
De basketbaltak werd in 1993 opgericht onder de omnisportvereniging Tuborg SK. Tuborg Pilsener had alleen een professionele herenteam, geen damesteam. In 2004 werden ze derde om de FIBA Europe Cup. In 2006 werd de club opgeheven.

## Erelijst
- FIBA Europe Cup:
  - Derde: 2004

## Bekende (oud-)spelers
- İnanç Koç
- Damir Mršić